# Hemlings-Rödtjärnen
Hemlings-Rödtjärnen är en sjö i Örnsköldsviks kommun i Ångermanland och ingår i Gideälvens huvudavrinningsområde. Sjön har en area på 0,107 kvadratkilometer och ligger 254,1 meter över havet. Sjön avvattnas av vattendraget Pettbäcken.

## Delavrinningsområde
Hemlings-Rödtjärnen ingår i det delavrinningsområde (705964-163359) som SMHI kallar för Mynnar i Pettbäcken. Medelhöjden är 299 meter över havet och ytan är 12,24 kvadratkilometer. Det finns inga avrinningsområden uppströms utan avrinningsområdet är högsta punkten. Pettbäcken som avvattnar avrinningsområdet har biflödesordning 3, vilket innebär att vattnet flödar genom totalt 3 vattendrag innan det når havet efter 55 kilometer. Avrinningsområdet består mestadels av skog (89 procent). Avrinningsområdet har 0,11 kvadratkilometer vattenytor vilket ger det en sjöprocent på 0,9 procent.